# Mustela (marque)
Mustela est une marque de produits de soin et d'hygiène pour bébés, femmes enceintes et jeunes mamans, créée en 1950 et détenue par les Laboratoires Expanscience.

## Historique
La marque Mustela a été créée par les Laboratoires Expanscience en 1950. La marque vend par la suite, à partir de 1953 puis 1960 des produits spécifiques à l’hygiène et au soin des bébés, notamment des protections solaires. En 1979, une ligne Mustela Femme est créée[réf. nécessaire]. 
En 1994 Mustela augmente le nombre de produits qu'elle vend en ciblant les femmes enceintes et en 2004 se lance dans la protection solaire destinée aux enfants en bas âge[réf. nécessaire]. 
Mustela est une marque internationale distribuée dans 65 pays. Elle fait partie des principales marques d'hygiène pour bébé. 

## Marketing
Mustela fait appel au marketing olfactif pour vendre ses produits. Les crèmes Mustela ont en effet une odeur caractéristique, comme l'écrit Béatrice Boisserie : « toutes les marques rêvent aujourd'hui d'inventer leur propre "logof", un design olfactif si puissant qu'il rendrait le consommateur fidèle pour longtemps. Un peu à la manière de ces maisons qui ont réussi à capitaliser sur le sens olfactif en rendant une odeur indissociable de leurs produits : la pâte à modeler Play-Doh, le lait pour bébé Mustela, la crème Nivea, l'huile Nuxe ». 